# Jerzy Duma
Jerzy Duma (ur. 1946) – polski językoznawca i slawista, profesor nauk humanistycznych, od roku 1972 pracownik Instytutu Slawistyki Polskiej Akademii Nauk. W latach 1996–2012 pracował na Uniwersytecie Warmińsko-Mazurskim. Autor publikacji z zakresu językoznawstwa.

## Publikacje
Jerzy Duma jest autorem kilkudziesięciu publikacji naukowych, w szczególności z zakresu onomastyki. Na zlecenie Głównego Urzędu Geodezji i Kartografii wraz z m.in. prof. Januszem Riegerem pod kierownictwem prof. Ewy Wolnicz-Pawłowskiej opracował wykazy nazw wodnych poszczególnych dorzeczy na podstawie literatury toponomastycznej. 

### Monografie
- 1978: Wokalizacja  jerów  słabych  w  rdzennej  sylabie  nagłosowej  w  południowo-wschodniej Słowiańszczyźnie
- 1990: Rozwój sonantów zgłoskotwórczych w gwarach południowo-wschodniej Słowiańszczyzny (Zakład Narodowy im. Ossolińskich)
- 2010: Nazwy wodne w dorzeczu Warty od Prosny po ujście do Odry (z wyłączeniem dorzecza Noteci). Część 1. Nazwy rzek (Wydawnictwo DiG)

### Redakcja
- 2011: Chrematonimia jako fenomen współczesności (Wydawnictwo UWM)

### Współautorstwo
- 1977: Nazwy  rzeczne  Pomorza  między  dolną  Wisłą  a  dolną  Odrą (Zakład Narodowy im. Ossolińskich)
- 1983: Hydronimia Odry. Wykaz nazw w układzie hydrograficznym (Instytut Śląski)
- 1985: Dawne słowiańskie nazwy miejscowe Pomorza Środkowego (Zakład Narodowy im. Ossolińskich)
- 1991: Dawne słowiańskie nazwy miejscowe Pomorza Szczecińskiego (Slawistyczny Ośrodek Wydawniczy)
- 1996: Językowa  przeszłość  Pomorza  Zachodniego  na  podstawie  nazw  miejscowych (Slawistyczny Ośrodek Wydawniczy)